# Skeleton-Intercontinentalcup 2013/14
Der Skeleton-Intercontinentalcup 2013/2014 war eine von der Fédération Internationale de Bobsleigh et de Tobogganing (FIBT) veranstaltete Rennserie, die zum siebten Mal ausgetragen wurde und zum Unterbau des Weltcups gehört. Die Ergebnisse der acht Saisonläufe flossen in das FIBT-Skeleton-Ranking 2013/14 ein.
Die Quotenplätze für die einzelnen nationalen Verbände wurden anhand des FIBT-Rankings aus der Vorsaison vergeben:
Bei den Männern konnten Kanada, Deutschland, Russland und die USA mit je drei Athleten an den Start gehen. Japan, die Schweiz, Korea, Schweden, Italien und Österreich erhielten drei Startplätze, alle anderen Nationen einen Startplatz.
Bei den Frauen konnten Deutschland, Kanada, Russland und die USA mit drei Athletinnen teilnehmen. Großbritannien, Australien, die Schweiz und Italien erhielten zwei Startplätze, alle anderen Nationen einen Startplatz.

## Männer

### Veranstaltungen
| Datum             | Ort       | Sieger                | Zweiter                             | Dritter               |
| ----------------- | --------- | --------------------- | ----------------------------------- | --------------------- |
| 6. Dezember 2013  | Igls      | Kilian von Schleinitz | Yun Sung-bin Christopher Grotheer   | –                     |
| 7. Dezember 2013  | Igls      | Nikita Tregubow       | Yun Sung-bin                        | Kilian von Schleinitz |
| 13. Dezember 2013 | Altenberg | Alexander Mutowin     | Christopher Grotheer                | Nikita Tregubow       |
| 14. Dezember 2013 | Altenberg | Christopher Grotheer  | Kilian von Schleinitz Anton Batujew | –                     |
| 5. Januar 2014    | Whistler  | Maurizio Oioli        | Alexander Gassner                   | Jon Montgomery        |
| 6. Januar 2014    | Whistler  | Yun Sung-bin          | Anton Batujew                       | Alexander Mutowin     |
| 11. Januar 2014   | Park City | Alexander Gassner     | Yun Sung-bin                        | Alexander Mutowin     |
| 12. Januar 2014   | Park City | Nikita Tregubow       | Yun Sung-bin                        | Kilian von Schleinitz |

### Einzelwertung
| Platz | Sportler              | Land                   | Punkte |
| ----- | --------------------- | ---------------------- | ------ |
| 1     | Nikita Tregubow       | Russland               | 790    |
| 2     | Anton Batujew         | Russland               | 748    |
| 3     | Alexander Mutowin     | Russland               | 728    |
| 4     | Kilian von Schleinitz | Deutschland            | 687    |
| 5     | Yun Sung-bin          | Südkorea               | 648    |
| 6     | David Lingmann        | Deutschland            | 616    |
| 7     | Patrick Rooney        | Kanada                 | 600    |
| 8     | David Swift           | Vereinigtes Königreich | 564    |
| 9     | Jon Montgomery        | Kanada                 | 502    |
| 10    | Christopher Grotheer  | Deutschland            | 436    |

## Frauen

### Veranstaltungen
| Datum             | Ort       | Siegerin        | Zweite                       | Dritte              |
| ----------------- | --------- | --------------- | ---------------------------- | ------------------- |
| 6. Dezember 2013  | Igls      | Rose McGrandle  | Sophia Griebel               | Laura Deas          |
| 7. Dezember 2013  | Igls      | Rose McGrandle  | Sophia Griebel               | Swetlana Wassiljewa |
| 13. Dezember 2013 | Altenberg | Sophia Griebel  | Tina Hermann                 | Jacqueline Lölling  |
| 14. Dezember 2013 | Altenberg | Sophia Griebel  | Tina Hermann                 | Jacqueline Lölling  |
| 5. Januar 2014    | Whistler  | Katharina Heinz | Jacqueline Lölling           | Donna Creighton     |
| 6. Januar 2014    | Whistler  | Katharina Heinz | Cassie Hawrysh               | Jacqueline Lölling  |
| 11. Januar 2014   | Park City | Cassie Hawrysh  | Katharina Heinz Tina Hermann | –                   |
| 12. Januar 2014   | Park City | Cassie Hawrysh  | Laura Deas                   | Olga Nikandrowa     |

### Einzelwertung
| Platz | Sportlerin         | Land                   | Punkte |
| ----- | ------------------ | ---------------------- | ------ |
| 1     | Tina Hermann       | Deutschland            | 770    |
| 2     | Jacqueline Lölling | Deutschland            | 764    |
| 3     | Laura Deas         | Vereinigtes Königreich | 692    |
| 4     | Cassie Hawrysh     | Kanada                 | 602    |
| 5     | Jane Channell      | Kanada                 | 592    |
| 6     | Melissa Hoar       | Australien             | 556    |
| 7     | Jelisaweta Subkowa | Russland               | 505    |
| 8     | Savannah Graybill  | Vereinigte Staaten     | 497    |
| 9     | Sophia Griebel     | Deutschland            | 460    |
| 10    | Rose McGrandle     | Vereinigtes Königreich | 438    |